# کامیار عبدی
کامیار عبدی (متولد ۱۳۴۸ در تبریز) انسان‌شناس ایرانی و عضو هیأت علمی گروه باستان‌شناسی دانشگاه شهید بهشتی است. او فارغ‌التحصیل کارشناسی و کارشناسی ارشد باستان‌شناسی از دانشگاه تهران، کارشناسی ارشد زبان‌ها و تمدن‌های باستانی خاور نزدیک از موسسه خاورشناسی دانشگاه شیکاگو (با نام فعلی موسسه مطالعه فرهنگ‌های باستانی غرب آسیا و شمال آفریقا) و دکترای انسان‌شناسی با گرایش باستان‌شناسی از دانشگاه میشیگان (تحت نظر هنری تی. رایت) است. او پیش از پیوستن به دانشگاه شهید بهشتی، در دانشگاه‌های متعددی در ایران و ایالات متحده آمریکا از جمله کالج دارتموث، دانشگاه هاروارد، دانشگاه کالیفرنیا، ارواین، دانشگاه شیراز، دانشگاه تربیت مدرس و دانشگاه آزاد اسلامی، واحد علوم و تحقیقات تهران تدریس کرده و دانشیار پژوهشگاه علوم انسانی و مطالعات فرهنگی بوده است. عبدی علاوه بر سردبیری یا ویراستاری علمی شمار زیادی از مقالات در نشریات داخلی و بین‌المللی و نیز دریافت کمک‌هزینه‌های پژوهشی متعدد (از جمله از انجمن جغرافیای ملی آمریکا)، سابقه مدیریت بر موسسه مطالعات ایران در آمریکا، عضویت در گروه واژه‌گزینی باستان‌شناسی فرهنگستان زبان و ادب فارسی و شماری از شوراهای تخصصی این حوزه را در کارنامه خود دارد. 
از وی در نشریات بین‌المللی و داخلی، مقالات متعددی منتشر شده که در روشن ساختن برخی از سوالات باستان‌شناسی دوره مس و سنگ و آغاز تاریخی ایران مؤثر بوده‌اند. وی همچنین تاکنون چند کتاب منتشر ساخته و در سال‌های اخیر، به ترجمه کتاب‌های به‌روز جهان در انسان‌شناسی، باستان‌شناسی و تاریخ (عمدتا در انتشارات ندای تاریخ) و برگزاری دوره‌ها و کارگاه‌های آموزشی جهت آشنایی افکار عمومی با حوزه‌های تخصصی خود همت گمارده. وی به مدت چندین سال به کاوش و بررسی در دشت اسلام‌آباد (کرمانشاه) پرداخت که به کشف دندان شیری یک کودک نئاندرتال از محوطه وزمه انجامید. وی همچنین در خوزستان، فارس، ایلام و چند نقطه دیگر در ایران و ترکیه نیز کاوش‌هایی داشته و در موزه بریتانیا به پژوهش مشغول بوده است. او در جدیدترین فعالیت میدانی خود در سال ۱۴۰۲، تعیین عرصه و حریم محوطه گودین‌تپه کنگاور را برعهده داشت. 
علایق پژوهشی او علاوه بر تاریخ هخامنشی و ایلامیان، تحولات حد فاصل آغاز روستانشینی و تولید مواد غذایی و تغییرات اجتماعی و اقتصادی مرتبط به آن (حدود ۸ هزار سال پیش از میلاد) تا ظهور قدرت‌های سیاسی در اوایل دوره مس‌سنگی (تمرکز بر حدود ۳۵۰۰ قبل از میلاد) است. تشکیل امپراتوری‌ها از هزاره اول پیش از میلاد تا ظهور اسلام در قرن هفتم میلادی از دیگر اهداف مطالعاتی وی است.

## برخی از انتشارات وی
عبدی، کامیار، ۱۳۸۲، «تمرکزگرایی و بخش‌گرایی در سیستمهای حکومتی: حکومت عیلام در دشت شوشان در هزارة دوم ق‌م»، باستان‌شناسی و تاریخ، سال هیجدهم، شماره اول (شماره پیاپی ۳۵): ۲۳–۳.
- Yeki Bud, Yeki Nabud: Essays on Iranian Archaeology in Honour of William M Sumner co-edited with Naomi F Miller (2003)
- 'Capitals of the Achaemenid Empire' in Capitals of Iran: Ancient and Modern M Y Kiani (ed) (۱۹۹۶)
- 'Bes in the Achaemenid Empire' in Ars Orientalis (۱۹۹۹)،
- Nationalism, Politics, and the Development of Archaeology in Iran' in American Journal of Archaeology (۲۰۰۱)، 'Malyan 1999' in Iran (2001)
- 'Notes on Iranianization of Bes in the Achaemenid Empire' in Ars Orientalis (2002)
- 'The Early Development of Pastoralism in the Central Zagros Mountains' in Journal of World Prehistory (2003)
- 'The Daiva Inscription Revisited' in International Journal of Ancient Iranian Studies (۲۰۰۵)

### مقالات عمومی
- عبدی، کامیار (۳۱ مرداد ۱۳۹۴). «توهم جایگزینی درآمد حاصل از گردشگری با درآمد حاصل از فروش نفت: وعده سر خرمن تا کی». تجارت فردا. تجارت فردا. ص. ۷۶-۷۷. بایگانی‌شده از اصلی در ۱۱ مارس ۲۰۱۶. دریافت‌شده در ۱۱ مارس ۲۰۱۶.